# Ratel
Ratel (Mellivora) – rodzaj ssaków z podrodziny Mellivorinae w obrębie rodziny łasicowatych (Mustelidae).

## Zasięg występowania
Rodzaj obejmuje jeden żyjący współcześnie gatunek występujący w Afryce i Azji.

## Morfologia
Długość ciała (bez ogona) samic 81,2–96 cm, samców 73,3–95 cm, długość ogona samic 15,2–22,5 cm, samców 14,3–23 cm; masa ciała samic 6,2–13,6 kg, samców 7,7–10,5 kg.

## Systematyka
Rodzaj zdefiniował w 1780 roku niemiecki lekarz, chemik i przyrodnik Gottlieb Conrad Christian Storr w publikacji swojego autorstwa poświęconej systematyce ssaków. Storr w oryginalnym opis nie wymienił żadnego gatunku; w ramach późniejszego oznaczenia w 1900 roku brytyjski zoolog William Lutley Sclater na typ nomenklatoryczny wyznaczył ratela miodożernego (M. capensis).

### Etymologia
- Mellivora (Melivora): łac. mel, mellis ‘miód’, od gr. μελι meli, μελιτος melitos ‘miód’; -vorus „jedzący”, od vorare ‘pożerać’[16].
- Ratellus (Ratelus, Rattelus): afrykanerska nazwa ratel dla ratela o nieznanym pochodzeniu[17]. Gatunek typowy: Gray wymienił cztery gatunki – Gulo orientalis Horsfield, 1821, Viverra ratel Sparrman, 1777 (= Viverra capensis von Schreber, 1776), Gulo larvatus C.H. Smith, 1825 i Gulo ferrugineus J.E. Gray, 1827 (= Mustela pennanti Erxleben, 1777) – z których gatunkiem typowym jest Viverra capensis von Schreber, 1776.
- Ursitaxus (Ursotaxus): zbitka wyrazowa nazw rodzajów: Ursus Linnaeus, 1758 (niedźwiedź) oraz Taxus É. Geoffroy Saint-Hilaire & F. Cuvier, 1795 (borsuk)[18]. Gatunek typowy (oznaczenie monotypowe): Ursitaxus inaurita[e] Hodgson, 1835.
- Melitoryx: gr. μελι meli, μελιτος melitos ‘miód’; ορυξ orux, ορυγος orugos ‘motyka, narzędzie do kopania’[16].
- Lipotus: gr. λιπο- lipo- ‘bez, poza’, od λειπω leipō ‘pozostawić, opuścić’; ους ous, ωτος ōtos ‘ucho’[19]. Gatunek typowy (oznaczenie monotypowe): Ursus mellivorus G. Cuvier, 1798 (Viverra capensis Schreber, 1776).

### Podział systematyczny
Do rodzaju należy jeden występujący współcześnie gatunek:
- Mellivora capensis (von Schreber, 1776) – ratel miodożerny

Opisano również gatunki wymarłe:
- Mellivora benfieldi Hendey, 1978[22] (Afryka; miocen–pliocen)
- Mellivora carolae Michel, 1988[23] (Afryka; plejstocen)
- Mellivora sivalensis (Falconer, 1868)[24] (Azja; plejstocen)